# ألفرد توماس ديفيز
ألفرد توماس ديفيز (بالإنجليزية: Alfred Davies)‏ هو سياسي بريطاني (وحمل سابقاً جنسية المملكة المتحدة لبريطانيا العظمى وأيرلندا)، ولد في 1881، وتوفي في 16 نوفمبر 1941. في الانتخابات العمومية البريطانية 1918 ‏، انتخب عضو برلمان المملكة المتحدة الـ31 عن دائرة لينكن (14 ديسمبر 1918 – 26 أكتوبر 1922) وفي الانتخابات العامة في المملكة المتحدة 1922 ‏، انتخب عضو برلمان المملكة المتحدة الـ32 عن دائرة لينكن (15 نوفمبر 1922 – 16 نوفمبر 1923) وفي الانتخابات العامة في المملكة المتحدة 1923 ‏، انتخب عضو برلمان المملكة المتحدة الـ33 عن دائرة لينكن (6 ديسمبر 1923 – 9 أكتوبر 1924).